# Glenea parasuavis
Glenea parasuavis là một loài bọ cánh cứng trong họ Cerambycidae.